# Tiziana Martello
Tiziana Martello (Piedimonte Matese, 26 maggio 1983) è una doppiatrice e conduttrice televisiva italiana.

## Biografia
Nata a Matese, si è laureata in Scienze politiche diplomatiche e diplomata presso la scuola di teatro e danza Sergio Tofano di Torino.
Lavora come doppiatrice negli studi di Roma, Milano e Torino; ha doppiato (nelle serie televisive) Moora Vander Verken in Amika e Olivia Holt in Kickin' It - A colpi di karate e Non sono stato io, mentre nei cartoni animati ha doppiato Mabel Pines in Gravity Falls. Dal 2023 è la voce di Lola Bunny dei Looney Tunes, in sostituzione di Deborah Ciccorelli. Attiva anche in ambito videoludico, si è distinta per avere doppiato Riju nella saga di The Legend of Zelda e Judy Alvarez in Cyberpunk 2077.
Dal 2008 al 2014 è stata la conduttrice della trasmissione televisiva L'albero azzurro.
Dal 2014 è una delle voci dell'applicazione Spotify.

## Televisione
- L'albero azzurro - come conduttrice e come voce di Sghembo, Zorba e Zarina (Rai Yoyo, 2008-2014)
- Centovetrine - attrice (2007)
- Zelig - nel duo comico con Camilla Gallo "Tiziana e Camilla" (2008-2009)[7]

## Doppiaggio

### Cinema
- Victoria Yeates in Animali fantastici - I crimini di Grindelwald, Animali fantastici - I segreti di Silente
- Haley Lu Richardson in The Bronze - Sono la numero 1, After Yang
- Maisie Williams in IBoy, Alla fine ci sei tu
- Abbey Lee in The Neon Demon
- Laura Leigh in Tooken
- Swantje Kohlhof in We Are Young. We Are Strong.
- Zoe Pastelle Holthuizen in Amateur Teen
- Indie Ennega in The Last International Playboy
- Tahyna Tozzi in Beautiful - La bellezza che uccide
- Cameron Goodman in Shuttle
- Sarah-Jeanne Labrosse in Doppia indagine
- Shahadi Wright Joseph in Noi
- Sarah Drew in American Pastime
- Natalie Elizabeth Marston in After Sex - Dopo il sesso
- Shōko Aida in Tokyo Ghoul - Il film
- Risako Itō in Bleach
- Ghazal Shojaei in La bambina segreta

### Film d'animazione
- Infermiera Joy in Il film Pokémon - Genesect e il risveglio della leggenda, Il film Pokémon - In ognuno di noi, Pokémon: Mewtwo colpisce ancora - L'evoluzione
- Sakura Matō in Fate/stay night: Heaven's Feel - I. presage flower, Fate/stay night: Heaven's Feel - II. lost butterfly, Fate/stay night: Heaven's Feel - III. spring song
- Pinkie Pie in My Little Pony - Equestria Girls - Forgotten Friendship, My Little Pony - Equestria Girls - Rollercoaster of Friendship
- Kyōka Jirō in My Hero Academia: Two Heroes, My Hero Academia: World Heroes' Mission, My Hero Academia: You're Next
- Principessa Cina in Il magico mondo di Oz
- Principessa Rose in I 7 nani
- Tare in Doraemon - Il film: Nobita e gli eroi dello spazio
- Nutsy in Billy il koala
- Skystar in My Little Pony - Il film
- Ai Shindo in City Hunter: Private Eyes
- Madre di Chifuru in Shinko e la magia millenaria
- Gigi Andalucia in Mobile Suit Gundam: Hathaway
- Penny in The House
- Gerda Gustav in Hilda e il Re Montagna
- Billy Winslow in Sansone
- Nautai in Calciatori contro mutanti
- Beep Beep in Re Titti
- Marcel in Marcel the Shell
- Moopoo in 200% lupo

### Televisione
- Olivia Holt in Girl vs. Monster, Non sono stato io, Kickin' It - A colpi di karate
- Tinashe in Jimmy fuori di testa, Jimmy fuori di testa - Il film
- Haley Powell in School of Rock, Game Shakers
- Piper Perabo in Law and Order: Criminal Intent
- Moora Vander Veken in Amika
- Sofia Vassilieva in Notorius
- Sarah Paxton in Murder in The First
- Jennifer Blanco in Lost in the West
- Jodelle Ferland in Holiday Heist - Mamma, ho visto un fantasma
- Juliette Goglia in Scandal
- Zoe Jarman in The Mindy Project
- Bailey De Young in Faking It - Più che amiche
- Grace Victoria Cox in Under the Dome
- Inbar Lavi in Underemployed - Generazione in saldo
- Holliday Grainger ne I Borgia
- Andrea Duro in Víctor Ros
- Ramona Young in Legends of Tomorrow
- Eliana Jones in Hemlock Grove
- Lulu Antariksa in How to Rock
- Victory Van Tuly in Marvin Marvin
- Klariza Clayton in Anubis
- Jade-Lianna Peters in Victorious
- Edy Ganem in 9-1-1
- Krishna Smitha in 9-1-1
- Tiana Okoye in Awkwafina è Nora del Queens
- Laura Marano in True Jackson
- Irene Paredes in Se acabó: Diario de las campeonas[8]
- Eden Malyn in Will Trent
- Minami Bages in The Walking Dead: Daryl Dixon

### Soap opera e telenovelas
- Marita Zafra in Una vita
- Marina Hernandez in Isa TVB
- Teresa Klamert, Julia Mitrici e Dorothée Neff in Tempesta d'amore

### Serie animate
- Lola Bunny in Bugs Bunny costruzioni e Tiny Toons Looniversity
- Bon Bon e Pinkie Pie (2ª voce) in My Little Pony - L'amicizia è magica
- Alicia, Selka e Verdandi in Sword Art Online
- Infermiera Joy in Pokémon Nero e Bianco, Miniserie Pokémon Megaevoluzione, Pokémon XY, Pokémon Sole e Luna
- Ray Akaba in Yu-Gi-Oh! Arc-V
- Mabel Pines in Gravity Falls
- Suzi in Camp Lakebottom
- Kira in Zack & Quack
- Daniel (1ª voce) in Daniel Tiger
- Fifi la Fune in Tiny Toons Looniversity
- Lily Estomach in One Piece
- Pipsqueak in Frankie and the Zhu Zhu
- Mary Kate in Miss Moon
- Loola e Pili in Flash
- Sophie Noelle in Kuromukuro
- Rosalyn in LEGO Elves
- Martina in LEGO Friends
- Lyna in LoliRock
- Kana Sakuragi in Magilumiere
- Jess Gorman in The Deep
- Timoty in Rabbids: Invasion
- Kyoka Jiro/Earphone Jack in My Hero Academia
- Fiore in Il piccolo regno di Ben e Holly (stagione 1-2, ridoppiaggio)
- Dot in Le Lalaloopsy
- Sindy in Zazì Zara in Extreme Football
- Dany in L'armadio di Chloé
- Sara in Acqua in bocca
- Labra in Jewelpet
- Fiocco di neve in T.U.F.F. Puppy
- Ronnie Anne (1ª Voce) in A casa dei Loud
- Serena in Bakugan: Gundalian Invaders
- Holly in Il piccolo regno di Ben e Holly (stagione 1, primo doppiaggio)
- Opal in Il Natale di Tobia e Paludino
- Pinky in Pinky Dinky Doo
- Susie in Lola & Virginia
- Madison Spaghetti Papadopulos in Classe 3000
- Mary in Mix Master
- Scrappy in Gli amici immaginari di casa Foster
- Panini in Chowder - Scuola di cucina
- Serena Jounouchi in Pretty Star - Sognando l'Aurora
- Fiore Forvedge Yggmillennia in Fate/Apocrypha
- Sakura Matō in Fate/stay night: Unlimited Blade Works
- Fukaziroh/Shionara Miyu in Sword Art Online Alternative: Gun Gale Online
- Gerda Gustav in Hilda
- Omega in Star Wars: The Bad Batch
- Voce narrante in Mix: Meisei Story
- Mabel Rayveil in Uncle from Another World
- Ariel in The Ancient Magus Bride
- Grisù in Grisù
- Sugar Sprinkles in Littlest Pet Shop
- Sema in Super Sema
- Sora (2ª voce) in LEGO Ninjago: La rivolta dei draghi
- Baby Bop ne Il mondo di Barney

### Videogiochi
- Luna Minstrel ne Il professor Layton vs Phoenix Wright: Ace Attorney (2014)[9]
- Sombra in Overwatch (2016),[10] Overwatch 2 (2022)[11]
- Riju in The Legend of Zelda: Breath of the Wild (2017),[4] Hyrule Warriors: L'era della Calamità (2020),[12] The Legend of Zelda: Tears of the Kingdom (2023)[5]
- Ana Bray e Kridis in Destiny 2 (2017)[13]
- Juli Kidman in The Evil Within 2 (2017)[14]
- Supergirl in Injustice 2 (2017)[15]
- Traci dai capelli blu in Detroit: Become Human (2018)[16]
- Sherry Birkin in Resident Evil 2 (2019)[17]
- Sentinella Dax in Anthem (2019)[18]
- Invasori alieni in The LEGO Movie 2 Videogame (2019)[19]
- Alex Takahashi e Matty Tran in Tom Clancy's The Division 2 (2019)[20]
- Ava in Borderlands 3 (2019)[21]
- Judy Alvarez in Cyberpunk 2077 (2020)[6]
- Assassina in Diablo II: Resurrected (2021)[22]
- Nikki Gold in Marvel's Guardians of the Galaxy (2021)[23]
- Oyuun e Waedra in Diablo IV (2023)[24]
- Altre voci in Tom Clancy's Ghost Recon Breakpoint (2019),[25] Redfall (2023)[26]